# Mirșid
Mirșid é uma comuna romena localizada no distrito de Sălaj, na região histórica da Crișana (parte da Transilvânia). A comuna possui uma área de 53.28 km² e sua população era de 2242 habitantes segundo o censo de 2007.